# Itaúna do Sul
Itaúna do Sul est une municipalité brésilienne de la microrégion de Paranavaí dans l’État du Paraná.